# Frynich
Frynich (gr. Φρύνιχος Phrynichos, łac. Phrynichus; VI/V w. p.n.e.) – jeden z pierwszych znanych greckich tragediopisarzy, aktor i polityk.
Działał w Atenach, był uczniem Tespisa. Uczestniczył w wojnach perskich, pełniąc urząd stratega. Uważany jest za jednego z twórców greckiej tragedii, do której dodał prolog oraz jako pierwszy wprowadził role kobiece (odgrywane przez mężczyzn w maskach). Był autorem około 10 tragedii.
Twórczość dramatyczna Frynicha miała związek z polityką. Do fabuły utworu wprowadzał tematy współczesne zamiast mitologicznych, co ówcześnie było nietypowe. Jego najsławniejszą tragedią było Zdobycie Miletu (493 lub 492 r. p.n.e.), ukazujące zarazem realistycznie i dramatycznie zdobycie i spalenie miasta przez Persów w 494 p.n.e.
Skutki inscenizacji Zdobycia Miletu uważane są za pierwszy historyczny przykład cenzury teatralnej ze względów politycznych. Widownia podobno odbierała przedstawienie z płaczem (Ateńczycy mogli poczuwać się do winy nieudzielenia swym rodakom rzeczywistej pomocy). Według Herodota (Dzieje, VI 21) autor sztuki na tyle poruszył widzów emocjonalnie, iż władze Aten, obawiając się sprowokowania Persów, zakazały poruszania przez teatr tematów politycznych, a na samego Frynicha nałożono grzywnę (sztuki zdecydowano nie wznawiać).